# Giovacchino Forzano
Giovacchino Forzano (Borgo San Lorenzo, 19 novembre 1883 – Roma, 28 ottobre 1970) è stato un giornalista, commediografo, regista, librettista e sceneggiatore italiano.

## Biografia
Era figlio di Andrea Forzano, tipografo, e di Elisabetta Lanini, di antica famiglia borghigiana.
Direttore de Il giornale apuano, periodico politico liberale, con sede a Carrara per i tipi di Sangunetti tra il 1907 e il 1913; collaborò anche con «La Nazione».
In gioventù studiò Medicina, poi Giurisprudenza; si dedicò anche al canto e per un breve periodo si esibì come baritono nella provincia toscana. Successivamente iniziò a scrivere con crescente successo.
Fu autore di libretti d'opera, drammi storici, commedie di ambiente borghese, celebrazioni nazionalistiche e soggetti cinematografici.
Amico personale di Benito Mussolini, rilevò gli stabilimenti cinematografici della Tirrenia Film a Tirrenia fondando gli studi Pisorno, prima "città del cinema" in Italia. Per tre suoi drammi storici, Campo di Maggio (1930), Villafranca (1932) e Cesare (1939) venne appuntato come coautore Mussolini stesso, ma rimane ignoto quanto effettivamente il Duce abbia contribuito alle suddette opere. I tre drammi, più importanti dal punto di vista propagandistico che letterario, suggerivano l'importanza e la necessità di un governo assoluto da parte di "uomo forte" in aperto riferimento a Mussolini sovrapposto e paragonato ai protagonisti delle tre opere, rispettivamente Napoleone Bonaparte, Camillo Benso conte di Cavour e Giulio Cesare.
Era il padre del cineasta Andrea Forzano, che diresse Ragazza che dorme (1940), La casa senza tempo (1943) e, insieme a Joseph Losey, Imbarco a mezzanotte (1951), ed il nonno materno dei fratelli Luca Giurato, giornalista e conduttore televisivo, Flavio Giurato, cantautore, e Blasco Giurato, direttore della fotografia.
Era solito trascorrere lunghi periodi di vacanza sull'Appennino tosco-emiliano, a Lizzano Pistoiese, durante i quali, nel silenzio del borgo, traeva spunto per la realizzazione delle sue opere.
Fece parte della Massoneria, iniziato alla Loggia Lucifero di Firenze.

## Scritti

### Libretti
- Lodoletta, musica di Pietro Mascagni
- Il piccolo Marat, musica di Pietro Mascagni
- Suor Angelica, musica di Giacomo Puccini
- Gianni Schicchi, musica di Giacomo Puccini
- Edipo re, musica di Ruggero Leoncavallo
- Sly, musica di Ermanno Wolf-Ferrari
- I Compagnacci, musica di Primo Riccitelli
- Madonna Oretta, musica di Primo Riccitelli
- Il re, musica di Umberto Giordano
- Ciottolino, musica di Luigi Ferrari Trecate
- Santa poesia, musica di Domenico Cortopassi
- Glauco, tragedia lirica in due atti, musica di Alberto Franchetti (Napoli, teatro San Carlo, 8 aprile 1922)
- Lo Stendardo di San Giorgio, melodramma in tre atti, musica di Mario Peragallo (Genova, teatro Carlo Felice, 10 maggio 1941)
- Ginevra degli Almieri, musica di Mario Peragallo
- Giocondo e il suo re, musica di Carlo Jachino

### Teatro
- Le campane di Lucio (1916)
- Madonna Oretta (1918)
- Sly (1920)
- Lorenzino (1922)
- Il conte di Brechard (1924)
- I fiordalisi d'oro (1924)
- Gli amanti sposi, commedia (1924)
- Il dono del mattino, commedia (1925)
- Gutlibi, dramma teatrale (1926)
- Madama Roland, dramma in tre atti (1927)
- Ginevra degli Almieri, dramma storico (prima rappresentazione: Milano, Teatro Eden, 24 dicembre 1926; prima edizione a stampa: Firenze, 1927; versione cinematografica: Italia, 1947)
- Pietro il Grande (1929)
- Jack Broder (1929)
- Danton, dramma storico (1930)
- Il colpo di vento (1930)
- Campo di maggio, dramma storico (1930)
- Don Buonaparte (1931)
- Villafranca, dramma storico (1932)
- Racconti d'autunno, d'inverno e primavera (1937)
- Cesare (1939)

### Varie
- Carrara dal 27 aprile al 22 agosto '59, Carrara, Tip. Artistica, 1909
- Carrara nel 1859: notizie raccolte da documenti inediti dell'Archivio Comunale e riordinate ad uso delle scuole, Firenze, Tip. Lanini, 1911
- La favola del Lupo, dell'Orso, delle faine, del Mastino, ecc, 1914

## Filmografia

### Sceneggiatore
- La fuga di Socrate, regia di Guido Brignone (1923)
- Il dono del mattino, regia di Enrico Guazzoni (1932)
- La canzone del sole, regia di Max Neufeld (1933)
- Il conte di Bréchard, regia di Mario Bonnard (1938)
- Don Buonaparte, regia di Flavio Calzavara (1941)

### Regista
- La reginetta delle rose co-regia di Gino Rossetti  (1915)
- Camicia nera (1933)
- Villafranca (1934)
- Campo di maggio (1935)
- Maestro Landi (1935)
- Fiordalisi d'oro (1935)
- Tredici uomini e un cannone (1936)
- Sei bambine e il Perseo (1939)
- Il re d'Inghilterra non paga (1941)
- Piazza San Sepolcro (1943)